# 김옥현 (1934년)
김옥현(1934년 3월 1일 ~ 2021년 7월 24일)은 대한민국의 정치인이다. 제2·3대 광양시장을 역임했다.

## 역대 선거 결과
|  | 47.19% |

|  | 57.81% |

|  | 21.14% |